# Cerocorticium molle
Cerocorticium molle är en svampart som först beskrevs av Berk. & M.A. Curtis, och fick sitt nu gällande namn av Jülich 1975. Cerocorticium molle ingår i släktet Cerocorticium och familjen Meruliaceae.   Inga underarter finns listade i Catalogue of Life.